# Liste von Burgen, Schlössern und Festungen im Département Cantal
Die Liste von Burgen, Schlössern und Festungen im Département Cantal listet bestehende und abgegangene Anlagen im Département Cantal auf. Das Département zählt zur Region Auvergne-Rhône-Alpes in Frankreich.

Wappen des Départements Cantal (15)
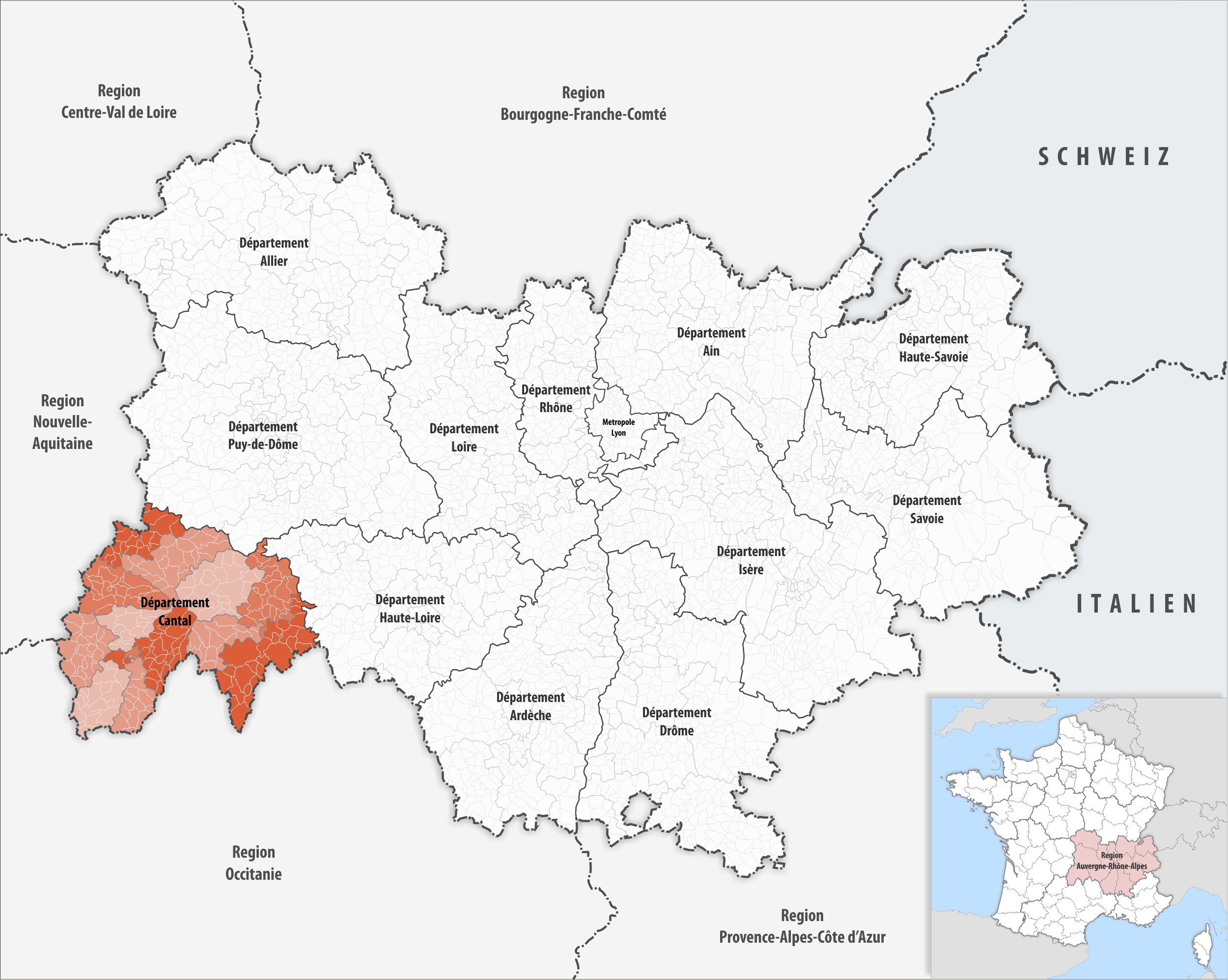
Lage des Départements Cantal in der Region Auvergne-Rhône-Alpes
Lage der Region Auvergne-Rhône-Alpes in Frankreich

## Liste
Bestand am 9. August 2021: 366
| Name deu / fra                                                       | Gemeinde / Lage                      | Typ (Untertyp)         | Bemerkungen                                                                                       | Bild |
| -------------------------------------------------------------------- | ------------------------------------ | ---------------------- | ------------------------------------------------------------------------------------------------- | ---- |
| Burg Albo Enceintes d'Albo                                           | Mauriac 45,219722° N, 2,334167° O    | Burg                   | Spuren prähistorischer Bauten                                                                     |      |
| Burg Alleuze Château d'Alleuze                                       | Alleuze 44,956373° N, 3,090188° O    | Burg                   | Ruine                                                                                             |      |
| Burg Anjony Château d'Anjony                                         | Tournemire 45,054151° N, 2,478156° O | Burg                   |                                                                                                   |      |
| Schloss Anterroches Château d'Anterroches                            | Murat 45,106111° N, 2,852222° O      | Schloss                |                                                                                                   |      |
| Turm Anval Tour d'Anval                                              | Saint-Mary-le-Plain                  | Burg (Turm)            |                                                                                                   |      |
| Burg Apchon Château d'Apchon                                         | Apchon                               | Burg                   | Ruine                                                                                             |      |
| Turm Arches Tour d'Arches                                            | Arches                               | Burg (Wehrkirche)      |                                                                                                   |      |
| Burg Aubijou Château d'Aubijou                                       | Marcenat                             | Burg                   |                                                                                                   |      |
| Burg Aullac Château d'Aullac                                         | Virargues                            | Burg                   | Es wurden Überreste von Befestigungen im Weiler Auxillac gefunden, am höchsten Punkt der Gemeinde |      |
| Schloss Aurillac Maison consulaire d'Aurillac                        | Aurillac                             | Schloss (Herrenhaus)   |                                                                                                   |      |
| Burg Aurouze Château d'Aurouze                                       | Molompize                            | Burg                   | Ruine                                                                                             |      |
| Schloss Auxillac Château d'Auxillac                                  | Virargues                            | Schloss                | Im Weiler Auxillac                                                                                |      |
| Schloss Auzers Château d'Auzers                                      | Auzers                               | Schloss                |                                                                                                   |      |
| Burg Avenaux Château d'Avenaux                                       | Saint-Poncy                          | Burg                   | Ruine, westlich von Saint-Poncy                                                                   |      |
| Schloss Le Bailliage de Carladès Hôtel du Bailliage de Carladès      | Vic-sur-Cère                         | Schloss (Hôtel)        |                                                                                                   |      |
| Schloss Le Bailly Maison du Bailly                                   | Marcenat                             | Schloss (Herrenhaus)   |                                                                                                   |      |
| Schloss Baradel Château de Baradel                                   | Aurillac                             | Schloss                |                                                                                                   |      |
| Schloss Les Bardéties Château des Bardéties                          | Saint-Martin-Cantalès                | Schloss                |                                                                                                   |      |
| Schloss Bargues Hôtel de Bargues                                     | Salers                               | Schloss (Hôtel)        |                                                                                                   |      |
| Schloss La Barrière Château de La Barrière                           | Saint-Santin-Cantalès                | Schloss                |                                                                                                   |      |
| Schloss Bassignac Château de Bassignac                               | Bassignac                            | Schloss                |                                                                                                   |      |
| Schloss La Bastide Château de la Bastide                             | Saint-Simon                          | Schloss                |                                                                                                   |      |
| Burg Beccoire Château de Beccoire (Château de Benoire)               | Albepierre-Bredons                   | Burg                   | Ruine                                                                                             |      |
| Schloss Bégoule Château de Bégoule                                   | Molompize                            | Schloss                |                                                                                                   |      |
| Schloss Bégus Château de Bégus                                       | Vabres                               | Schloss                |                                                                                                   |      |
| Schloss Bélinay Château de Bélinay                                   | Paulhac                              | Schloss                |                                                                                                   |      |
| Schloss Benoid Château Benoid                                        | Neussargues-Moissac                  | Schloss                |                                                                                                   |      |
| Schloss Berbezou Château de Berbezou                                 | Mourjou                              | Schloss                |                                                                                                   |      |
| Schloss Béteilles Château de Béteilles                               | Prunet                               | Schloss                |                                                                                                   |      |
| Turm Le Bex Tour du Bex                                              | Ytrac                                | Burg (Turm)            |                                                                                                   |      |
| Schloss Bonnac Château de Bonnac                                     | Bonnac                               | Schloss                |                                                                                                   |      |
| Schloss La Borie Château de la Borie                                 | Lieutadès                            | Schloss                |                                                                                                   |      |
| Schloss La Borie Château de la Borie                                 | Vitrac                               | Schloss                |                                                                                                   |      |
| Schloss Boudieu Château de Boudieu                                   | Yolet                                | Schloss                |                                                                                                   |      |
| Schloss La Bouygue Château de la Bouygue                             | Leynhac                              | Schloss                |                                                                                                   |      |
| Schloss La Boyle Château de la Boyle                                 | Brezons                              | Schloss                |                                                                                                   |      |
| Burg Bracon Château de Bracon                                        | Paulhac                              | Burg (Motte)           |                                                                                                   |      |
| Schloss Branugues Château de Branugues                               | Nieudan                              | Schloss                |                                                                                                   |      |
| Burg Branzac Château de Branzac                                      | Pleaux                               | Burg                   | Ruine                                                                                             |      |
| Schloss Bressanges Château de Bressanges                             | Paulhac                              | Schloss                |                                                                                                   |      |
| Schloss Broise Château de Broise                                     | Marmanhac                            | Schloss                |                                                                                                   |      |
| Schloss Broussette Château de Broussette                             | Reilhac                              | Schloss                | .                                                                                                 |      |
| Schloss Le Bruel Château du Bruel                                    | Nieudan                              | Schloss                |                                                                                                   |      |
| Schloss Le Buisson Château du Buisson                                | Villedieu                            | Schloss                |                                                                                                   |      |
| Schloss Burc Château de Burc                                         | Barriac-les-Bosquets                 | Schloss                |                                                                                                   |      |
| Schloss Caillac Château de Caillac                                   | Vézac                                | Schloss                |                                                                                                   |      |
| Schloss Le Cambon Château du Cambon                                  | Saint-Cernin                         | Schloss                |                                                                                                   |      |
| Schloss Cances Château de Cances                                     | Ladinhac                             | Schloss                |                                                                                                   |      |
| Schloss Carbonat Château de Carbonat                                 | Arpajon-sur-Cère                     | Schloss                |                                                                                                   |      |
| Schloss Carbonnières Château de Carbonnières                         | Rouffiac                             | Schloss                |                                                                                                   |      |
| Schloss Carlat Château de Carlat                                     | Carlat                               | Schloss                |                                                                                                   |      |
| Schloss Le Castelet Château du Castelet                              | Teissières-lès-Bouliès               | Schloss                |                                                                                                   |      |
| Schloss Castellane Château de Castellane                             | Marcenat                             | Schloss                |                                                                                                   |      |
| Herrenhaus La Cavade Manoir de La Cavade                             | Polminhac                            | Schloss (Herrenhaus)   |                                                                                                   |      |
| Schloss Caylus Château de Caylus                                     | Vezels-Roussy                        | Schloss                |                                                                                                   |      |
| Schloss Les Cazottes Château des Cazottes                            | Ladinhac                             | Schloss                |                                                                                                   |      |
| Schloss Celles Château de Celles                                     | Carlat                               | Schloss                |                                                                                                   |      |
| Burg Celles Commanderie de Celles                                    | Celles                               | Burg (Kommende)        |                                                                                                   |      |
| Schloss Cères Château de Cères                                       | Thiézac                              | Schloss                |                                                                                                   |      |
| Burg Le Chalet Château du Chalet                                     | Massiac                              | Burg                   | Ruine                                                                                             |      |
| Schloss Chambeuil Château de Chambeuil                               | Laveissière                          | Schloss                |                                                                                                   |      |
| Schloss Le Chambon Château du Chambon                                | Paulhac                              | Schloss                |                                                                                                   |      |
| Schloss Chambres Château de Chambres                                 | Le Vigean                            | Schloss                |                                                                                                   |      |
| Schloss Chanterelle Château de Chanterelle                           | Saint-Vincent-de-Salers              | Schloss                |                                                                                                   |      |
| Schloss Le Chassan Château du Chassan                                | Faverolles                           | Schloss                |                                                                                                   |      |
| Schloss Le Chastellet Château du Chastellet                          | Antignac                             | Schloss                |                                                                                                   |      |
| Burg Le Châtelet Château du Châtelet                                 | Ydes                                 | Burg                   |                                                                                                   |      |
| Burg Chaules Château de Chaules                                      | Saint-Constant                       | Burg                   |                                                                                                   |      |
| Schloss La Chaumette Château de La Chaumette                         | Saint-Julien-de-Toursac              | Schloss                |                                                                                                   |      |
| Schloss Chavagnac Château de Chavagnac                               | Chavagnac                            | Schloss                |                                                                                                   |      |
| Turm Chavagnac Tour de Chavagnac                                     | Sauvat                               | Burg (Turm)            |                                                                                                   |      |
| Schloss Chavaroche Château de Chavaroche                             | Trizac                               | Schloss                |                                                                                                   |      |
| Schloss Chavarvière Château de Chavarvière                           | Saint-Bonnet-de-Salers               | Schloss                |                                                                                                   |      |
| Schloss Le Chaylard Château du Chaylard                              | Collandres                           | Schloss                |                                                                                                   |      |
| Schloss La Cheyrelle Château de la Cheyrelle                         | Dienne                               | Schloss                |                                                                                                   |      |
| Schloss Le Claux Château du Claux                                    | Naucelles                            | Schloss                |                                                                                                   |      |
| Schloss Clavières Château de Clavières                               | Ayrens                               | Schloss                |                                                                                                   |      |
| Schloss Clavières Château de Clavières                               | Polminhac                            | Schloss                | Ruine                                                                                             |      |
| Schloss Clavières Château de Clavières                               | Velzic                               | Schloss                |                                                                                                   |      |
| Schloss Claviers Château de Claviers                                 | Moussages                            | Schloss                |                                                                                                   |      |
| Schloss La Clidelle Château de La Clidelle                           | Menet                                | Schloss                |                                                                                                   |      |
| Schloss Cologne Château de Cologne                                   | Naucelles                            | Schloss                |                                                                                                   |      |
| Turm Colombine Tour de Colombine                                     | Molèdes                              | Burg (Turm)            |                                                                                                   |      |
| Schloss Cols Château de Cols                                         | Junhac 44,721639° N, 2,441939° O     | Schloss                | Erbaut im 14. Jahrhundert                                                                         |      |
| Schloss Combes Château de Combes                                     | Saint-Saturnin                       | Schloss                |                                                                                                   |      |
| Schloss Comblat Château de Comblat                                   | Vic-sur-Cère                         | Schloss                |                                                                                                   |      |
| Schloss Combrelles Château de Combrelles                             | Laveissière                          | Schloss                |                                                                                                   |      |
| Turm Conquans Tour de Conquans                                       | Boisset                              | Burg (Turm)            |                                                                                                   |      |
| Schloss Conros Château de Conros                                     | Arpajon-sur-Cère                     | Schloss                |                                                                                                   |      |
| Burg Couffour Château de Couffour                                    | Chaudes-Aigues                       | Burg                   | Heute Hotel und Restaurant                                                                        |      |
| Schloss Courbelimagne Château de Courbelimagne                       | Raulhac                              | Schloss                | Heute ein Landhotel                                                                               |      |
| Burg Courdes Château de Courdes                                      | Méallet                              | Burg                   | Ruine                                                                                             |      |
| Schloss Cours Château de Cours                                       | Sénezergues                          | Schloss                |                                                                                                   |      |
| Schloss Couzan Château de Couzan                                     | Vebret                               | Schloss                |                                                                                                   |      |
| Burg Crèvecœur Château de Crèvecœur                                  | Saint-Martin-Valmeroux               | Burg                   |                                                                                                   |      |
| Burg Cromières Château de Cromières                                  | Raulhac                              | Burg                   | Ruine                                                                                             |      |
| Schloss Cropières Château de Cropières                               | Raulhac                              | Schloss                |                                                                                                   |      |
| Schloss Le Cros Château du Cros                                      | Saint-Cernin                         | Schloss                |                                                                                                   |      |
| Schloss Le Crozet Château du Crozet                                  | Thiézac                              | Schloss                |                                                                                                   |      |
| Schloss Dilhac Demeure de Dilhac                                     | Montvert                             | Schloss (Herrenhaus)   |                                                                                                   |      |
| Schloss Doignon Château de Doignon                                   | Pleaux                               | Schloss                |                                                                                                   |      |
| Schloss Le Doux Château du Doux                                      | Yolet                                | Schloss                |                                                                                                   |      |
| Schloss La Durantie Château de la Durantie                           | Roumégoux                            | Schloss                |                                                                                                   |      |
| Schloss Entraygues Château d'Entraygues                              | Boisset                              | Schloss                |                                                                                                   |      |
| Burg Escorailles Château d'Escorailles                               | Escorailles                          | Burg                   | Ruine                                                                                             |      |
| Schloss Escorolles Château d'Escorolles                              | Cheylade                             | Schloss                |                                                                                                   |      |
| Schloss Escouts Château d'Escouts                                    | Saint-Bonnet-de-Salers               | Schloss                |                                                                                                   |      |
| Schloss Espinassols Château d'Espinassols                            | Ytrac                                | Schloss                |                                                                                                   |      |
| Schloss Estang Château d'Estang                                      | Marmanhac                            | Schloss                |                                                                                                   |      |
| Schloss L’Estrade Château de l'Estrade                               | Maurs                                | Schloss                |                                                                                                   |      |
| Schloss Estresses Château d'Estresses                                | Paulhenc                             | Schloss                |                                                                                                   |      |
| Herrenhaus Eyry Manoir d'Eyry                                        | Mareugheol                           | Schloss (Herrenhaus)   |                                                                                                   |      |
| Schloss Fabrègues Château de Fabrègues                               | Aurillac                             | Schloss                |                                                                                                   |      |
| Herrenhaus Falhiès Manoir de Falhiès                                 | Giou-de-Mamou                        | Schloss (Herrenhaus)   |                                                                                                   |      |
| Turm Falhiès Tour de Falhiès                                         | Velzic                               | Burg (Turm)            | Ruine                                                                                             |      |
| Schloss Fargues Château de Fargues                                   | Vitrac                               | Schloss                |                                                                                                   |      |
| Herrenhaus La Faune Maison de la Faune                               | Murat                                | Schloss (Herrenhaus)   |                                                                                                   |      |
| Schloss Faussanges Château de Faussanges                             | Saint-Cernin                         | Schloss                |                                                                                                   |      |
| Schloss La Fauvélie Château de La Fauvélie                           | Saint-Paul-de-Salers                 | Schloss                |                                                                                                   |      |
| Schloss Faydols Château de Faydols                                   | Saint-Martin-sous-Vigouroux          | Schloss                |                                                                                                   |      |
| Schloss Ferluc Château de Ferluc                                     | Drugeac                              | Schloss                |                                                                                                   |      |
| Schloss Folat Château de Folat                                       | Marcolès                             | Schloss                |                                                                                                   |      |
| Schloss La Fontio Château de La Fontio                               | Pierrefort                           | Schloss                |                                                                                                   |      |
| Schloss Fontenille Château de Fontenille                             | Jussac                               | Schloss                |                                                                                                   |      |
| Schloss La Force Château de La Force                                 | Saint-Simon                          | Schloss                |                                                                                                   |      |
| Burg Fortuniers Château de Fortuniers                                | Vèze                                 | Burg (Motte)           |                                                                                                   |      |
| Schloss Foulholes Château de Foulholes                               | Vézac                                | Schloss                |                                                                                                   |      |
| Schloss Frayssinet Château de Frayssinet                             | Saint-Bonnet-de-Condat               | Schloss                | Im Ortsteil Saint-Bonnet-de-Marcenat                                                              |      |
| Schloss La Fromental Château de La Fromental                         | Fontanges                            | Schloss                |                                                                                                   |      |
| Schloss der Fürsten von Monaco Maison dite des Princes de Monaco     | Vic-sur-Cère                         | Schloss (Herrenhaus)   |                                                                                                   |      |
| Schloss Gagnac Château de Gagnac                                     | Arpajon-sur-Cère                     | Schloss                |                                                                                                   |      |
| Schloss Galuze Château de Galuze                                     | Valuéjols                            | Schloss                | Abgegangen                                                                                        |      |
| Schloss La Garde Château de La Garde                                 | Leucamp                              | Schloss                |                                                                                                   |      |
| Schloss La Garde Château de La Garde                                 | Vic-sur-Cère                         | Schloss                |                                                                                                   |      |
| Schloss La Garde-Roussillon Château de La Garde-Roussillon           | Lieutadès                            | Schloss                |                                                                                                   |      |
| Schloss Gardin Château de Gardin                                     | Saint-Paul-des-Landes                | Schloss                |                                                                                                   |      |
| Schloss Giou Château de Giou                                         | Giou-de-Mamou                        | Schloss                |                                                                                                   |      |
| Schloss Gironde Château de Gironde                                   | Auriac-l’Église                      | Schloss                |                                                                                                   |      |
| Schloss La Gresse Château de La Gresse                               | Saint-Étienne-Cantalès               | Schloss                |                                                                                                   |      |
| Schloss La Griffoul Château de La Griffoul                           | Brezons                              | Schloss                |                                                                                                   |      |
| Schloss La Grillère Château de La Grillère                           | Glénat                               | Schloss                |                                                                                                   |      |
| Schloss Le Grossaldet Château du Grossaldet                          | Moussages                            | Schloss                |                                                                                                   |      |
| Schloss La Guillaumenque Château de La Guillaumenque                 | Cassaniouze                          | Schloss                |                                                                                                   |      |
| Herrenhaus La Guillaumenque Manoir de La Guillaumenque               | Vic-sur-Cère                         | Schloss (Herrenhaus)   |                                                                                                   |      |
| Schloss Hautevaurs Château d'Hautevaurs                              | Ytrac                                | Schloss                |                                                                                                   |      |
| Turm Herm Tour de l'Herm                                             | Méallet                              | Burg (Turm)            |                                                                                                   |      |
| Schloss L'Hopital Château de L'Hopital                               | Saint-Paul-des-Landes                | Schloss                |                                                                                                   |      |
| Schloss Les Huttes Château des Huttes                                | Polminhac                            | Schloss (Herrenhaus)   |                                                                                                   |      |
| Herrenhaus Jalenques Manoir de Jalenques                             | Mourjou                              | Schloss (Herrenhaus)   |                                                                                                   |      |
| Schloss Jaleyrac Château de Jaleyrac                                 | Jaleyrac                             | Schloss                |                                                                                                   |      |
| Schloss Jarriges Château de Jarriges                                 | Salers                               | Schloss                |                                                                                                   |      |
| Burg Le Jarrousset Château du Jarrousset                             | La Chapelle-d’Alagnon                | Burg                   |                                                                                                   |      |
| Schloss Jarry Château de Jarry                                       | Paulhac                              | Schloss                |                                                                                                   |      |
| Schloss La Jordanie Château de la Jordanie                           | Salers                               | Schloss                |                                                                                                   |      |
| Schloss Labastide Château de Labastide                               | Arpajon-sur-Cère                     | Schloss                |                                                                                                   |      |
| Schloss Labastide Château de Labastide                               | Laveissière                          | Schloss                | Im Weiler La Bastide                                                                              |      |
| Schloss Labeau Château de Labeau                                     | Saint-Simon                          | Schloss                |                                                                                                   |      |
| Schloss Laborie Château de Laborie                                   | Maurs                                | Schloss                |                                                                                                   |      |
| Schloss Laborie Château de Laborie                                   | Saint-Vincent-de-Salers              | Schloss                |                                                                                                   |      |
| Schloss Lacam Château de Lacam                                       | Saint-Constant                       | Schloss                |                                                                                                   |      |
| Schloss Lacarrière Château de Lacarrière                             | Rouziers                             | Schloss                |                                                                                                   |      |
| Schloss Lachau Château de Lachau                                     | Carlat                               | Schloss (Herrenhaus)   |                                                                                                   |      |
| Schloss Lachaux Château de Lachaux                                   | Pleaux                               | Schloss                |                                                                                                   |      |
| Schloss Lalaubie Château de Lalaubie                                 | Saint-Simon                          | Schloss                |                                                                                                   |      |
| Schloss Lamargé Château de Lamargé                                   | Fontanges                            | Schloss                |                                                                                                   |      |
| Schloss Lamargé-Haut Château de Lamargé-Haut                         | Saint-Projet-de-Salers               | Schloss                |                                                                                                   |      |
| Schloss Lamartinie Château de Lamartinie                             | Ytrac                                | Schloss                |                                                                                                   |      |
| Schloss Lamothe Château de Lamothe                                   | Calvinet                             | Schloss                |                                                                                                   |      |
| Schloss Lapierre Château de Lapierre                                 | Saint-Paul-de-Salers                 | Schloss                |                                                                                                   |      |
| Burg de Laroque Château de Laroque                                   | Laroquebrou                          | Burg                   |                                                                                                   |      |
| Schloss Lascanaux Château de Lascanaux                               | Aurillac                             | Schloss                |                                                                                                   |      |
| Schloss Lastic-Montsuc Château de Lastic-Montsuc                     | Lastic                               | Schloss                |                                                                                                   |      |
| Burg Latga-Monrelie Castelsoubro des Latga-Monrelie                  | Tanavelle                            | Burg                   |                                                                                                   |      |
| Schloss Laurichesse Château de Laurichesse                           | Trizac                               | Schloss                |                                                                                                   |      |
| Burg Lavendès Château de Lavendès                                    | Champagnac                           | Burg                   |                                                                                                   |      |
| Burg Layre Château de Layre                                          | Saignes                              | Burg                   | Ruine                                                                                             |      |
| Schloss Lescure Château de Lescure                                   | Saint-Martin-sous-Vigouroux          | Schloss                |                                                                                                   |      |
| Schloss Lescure Château de Lescure                                   | Valuéjols                            | Schloss                | Abgegangen                                                                                        |      |
| Turm Leybros Tour de Leybros                                         | Saint-Bonnet-de-Salers               | Burg (Turm)            |                                                                                                   |      |
| Schloss Leybros Château de Leybros                                   | Saint-Paul-des-Landes                | Schloss                |                                                                                                   |      |
| Schloss Leybros Château de Leybros                                   | Ytrac                                | Schloss                |                                                                                                   |      |
| Schloss Ligones Château de Ligones                                   | Ruynes-en-Margeride                  | Schloss                |                                                                                                   |      |
| Schloss Lollière Château de Lollière                                 | Saint-Clément                        | Schloss                |                                                                                                   |      |
| Schloss Longevergne Château de Longevergne                           | Antignac                             | Schloss                |                                                                                                   |      |
| Schloss Longevialle Château de Longevialle                           | Loubaresse                           | Schloss                |                                                                                                   |      |
| Schloss Loubeyzargues Château de Loubeyzargues                       | Valuéjols                            | Schloss                |                                                                                                   |      |
| Schloss Lugarde Château de Lugarde                                   | Lugarde                              | Schloss                |                                                                                                   |      |
| Burg Madic Château de Madic                                          | Madic                                | Burg                   | Ruine                                                                                             |      |
| Schloss Malabec Château de Malabec                                   | Pierrefort                           | Schloss                |                                                                                                   |      |
| Schloss Malabec Château de Malabec                                   | Sainte-Marie                         | Schloss                |                                                                                                   |      |
| Schloss Mandilhac Château de Mandilhac                               | Thérondels                           | Schloss                |                                                                                                   |      |
| Schloss Mandulphe Château de Mandulphe                               | Montsalvy                            | Schloss                |                                                                                                   |      |
| Burg Mardogne Château de Mardogne                                    | Joursac                              | Burg                   | Ruine                                                                                             |      |
| Fort Mareugheol Fort de Mareugheol                                   | Mareugheol                           | Burg (Ortsbefestigung) |                                                                                                   |      |
| Schloss Marguerite Château Marguerite                                | Neussargues-Moissac                  | Schloss (Villa)        |                                                                                                   |      |
| Schloss Marlat Château de Marlat                                     | Auzers                               | Schloss                |                                                                                                   |      |
| Schloss Marmiesse Château de Marmiesse                               | Sansac-de-Marmiesse                  | Schloss                |                                                                                                   |      |
| Turm Marzes Tour de Marzes                                           | Saint-Cernin                         | Burg (Turm)            |                                                                                                   |      |
| Schloss Massebeau Château de Massebeau                               | Murat                                | Schloss                |                                                                                                   |      |
| Schloss La Maurinie Château de La Maurinie                           | Labesserette                         | Schloss                |                                                                                                   |      |
| Schloss Meissac Château de Meissac                                   | Reilhac                              | Schloss                |                                                                                                   |      |
| Schloss Mercœur Château de Mercœur                                   | Allanche                             | Schloss                |                                                                                                   |      |
| Schloss Merle Château de Merle                                       | Saint-Constant                       | Schloss                |                                                                                                   |      |
| Schloss Messac Château de Messac                                     | Laroquebrou                          | Schloss                |                                                                                                   |      |
| Schloss Messilhac Château de Messilhac                               | Raulhac                              | Schloss                |                                                                                                   |      |
| Schloss Le Meynial Château du Meynial                                | Pierrefort                           | Schloss                |                                                                                                   |      |
| Schloss Miecaze Château de Miecaze                                   | Saint-Étienne-Cantalès               | Schloss                |                                                                                                   |      |
| Burg Miremont Château de Miremont                                    | Chalvignac                           | Burg                   |                                                                                                   |      |
| Schloss Moissac Château de Moissac                                   | Neussargues-Moissac                  | Schloss                |                                                                                                   |      |
| Schloss Moissalou Château de Moissalou                               | Narnhac                              | Schloss                |                                                                                                   |      |
| Schloss La Moissétie Château de La Moissétie                         | Aurillac                             | Schloss                |                                                                                                   |      |
| Burg La Monselie Château de la Monselie                              | La Monselie                          | Burg                   | Ruine                                                                                             |      |
| Schloss Montal Château de Montal                                     | Arpajon-sur-Cère                     | Schloss                |                                                                                                   |      |
| Burg Montal Château de Montal                                        | Laroquebrou                          | Burg                   |                                                                                                   |      |
| Schloss Montamat Château de Montamat                                 | Cros-de-Ronesque                     | Schloss                |                                                                                                   |      |
| Schloss Montbrun Château de Montbrun                                 | Méallet                              | Schloss                |                                                                                                   |      |
| Schloss Montbrun Château de Montbrun                                 | Saint-Flour                          | Schloss                |                                                                                                   |      |
| Schloss Le Montel-le-Roucoux Château du Montel-le-Roucoux            | Massiac                              | Schloss                |                                                                                                   |      |
| Schloss Montfort Château de Montfort                                 | Arches                               | Schloss                |                                                                                                   |      |
| Schloss Monthély Château de Monthély                                 | Naucelles                            | Schloss                |                                                                                                   |      |
| Schloss Montjoly Château de Montjoly                                 | Saint-Martin-Valmeroux               | Schloss                |                                                                                                   |      |
| Burg Montlogis Château de Montlogis                                  | Ladinhac                             | Burg (Motte)           |                                                                                                   |      |
| Schloss Montlogis Château de Montlogis                               | Polminhac                            | Schloss                |                                                                                                   |      |
| Oberburg Montmurat Castelsoubro de Montmurat                         | Montmurat                            | Burg                   |                                                                                                   |      |
| Unterburg Montmurat Castelsoutro de Montmurat                        | Montmurat                            | Burg                   |                                                                                                   |      |
| Schloss Montreisse Château de Montreisse                             | Saint-Mamet-la-Salvetat              | Schloss                |                                                                                                   |      |
| Burg Montsalvy Ancien château de Montsalvy                           | Montsalvy                            | Burg                   |                                                                                                   |      |
| Schloss Montsalvy Château de Montsalvy                               | Montsalvy                            | Schloss                |                                                                                                   |      |
| Schloss Montsuc Château de Montsuc                                   | Soulages                             | Schloss                |                                                                                                   |      |
| Burg Montvallat Château de Montvallat                                | Chaudes-Aigues                       | Burg                   |                                                                                                   |      |
| Schloss La Morétie Château de La Morétie                             | Marcolès                             | Schloss                |                                                                                                   |      |
| Schloss Morèze Château de Morèze                                     | Saint-Clément                        | Schloss                |                                                                                                   |      |
| Schloss La Mothe Château de La Mothe                                 | Ussel                                | Schloss                |                                                                                                   |      |
| Schloss Le Moulès Château du Moulès                                  | Saint-Gérons                         | Schloss                |                                                                                                   |      |
| Schloss Moussages Châteauneuf de Moussages                           | Moussages                            | Schloss                |                                                                                                   |      |
| Schloss Murat-La-Guiole Château de Murat-La-Guiole                   | Saint-Étienne-de-Maurs               | Schloss                |                                                                                                   |      |
| Schloss Murat-la-Rabbe Château de Murat-la-Rabbe                     | La Monselie                          | Schloss                | Aus dem 15. Jahrhundert mit Resten einer Burg aus dem 13. Jahrhundert mit Kapelle                 |      |
| Schloss Murat-la-Rabe Château de Murat-la-Rabe                       | Menet                                | Schloss                |                                                                                                   |      |
| Schloss Murat-Lagasse Château de Murat-Lagasse                       | Leucamp                              | Schloss                |                                                                                                   |      |
| Schloss Muret Château de Muret                                       | Thiézac                              | Schloss                |                                                                                                   |      |
| Schloss Naucaze Château de Naucaze                                   | Saint-Étienne-de-Maurs               | Schloss                |                                                                                                   |      |
| Burg Naucaze Château de Naucaze                                      | Saint-Julien-de-Toursac              | Burg                   | Ruine                                                                                             |      |
| Turm Naucelles Tour de Naucelles                                     | Naucelles                            | Burg (Turm)            |                                                                                                   |      |
| Schloss Neyrecombes Château de Neyrecombes                           | au Vigean                            | Schloss                |                                                                                                   |      |
| Schloss Niossel Château de Niossel                                   | Marmanhac                            | Schloss                |                                                                                                   |      |
| Schloss Noalhac Château de Noalhac                                   | Aurillac                             | Schloss                |                                                                                                   |      |
| Unterburg Nozières Château de Nozières-Soutro                        | Jussac                               | Burg                   |                                                                                                   |      |
| Oberburg Nozières Castelsoubro de Nozières                           | Saint-Martin-Valmeroux               | Burg                   |                                                                                                   |      |
| Unterburg Nozières Château de Nozières-Soutro                        | Saint-Martin-Valmeroux               | Burg                   |                                                                                                   |      |
| Schloss Nussargues Château de Nussargues                             | Neussargues-Moissac                  | Schloss                |                                                                                                   |      |
| Schloss Œillet Château d'Œillet                                      | Ussel                                | Schloss                |                                                                                                   |      |
| Schloss Olmet Château d'Olmet                                        | Vic-sur-Cère                         | Schloss                |                                                                                                   |      |
| Schloss Onsac Château d'Onsac                                        | Polminhac                            | Schloss                |                                                                                                   |      |
| Schloss Ourzaux Château d'Ourzaux                                    | Saint-Cernin                         | Schloss                |                                                                                                   |      |
| Burg Oyez Château d'Oyez                                             | Saint-Simon                          | Burg                   |                                                                                                   |      |
| Burg Oze Château d'Oze                                               | Sénezergues                          | Burg                   | Ruine                                                                                             |      |
| Schloss La Pachevie Château de La Pachevie                           | Rouffiac                             | Schloss                |                                                                                                   |      |
| Schloss Palemont Château de Palemont                                 | Fontanges                            | Schloss                |                                                                                                   |      |
| Schloss Parlan Château de Parlan                                     | Parlan                               | Schloss                |                                                                                                   |      |
| Schloss Paulhac Château de Paulhac                                   | Paulhac                              | Schloss                |                                                                                                   |      |
| Schloss Pellou Château de Pellou                                     | Marmanhac                            | Schloss                |                                                                                                   |      |
| Schloss Penieres Château de Penieres                                 | Cros-de-Montvert                     | Schloss                |                                                                                                   |      |
| Schloss Pesteils Château de Pesteils                                 | Polminhac                            | Schloss                |                                                                                                   |      |
| Schloss La Peyre-en-Jordanne Château de La Peyre-en-Jordanne         | Saint-Simon                          | Schloss                |                                                                                                   |      |
| Schloss Peyrelade Château de Peyrelade                               | Saint-Saturnin                       |                        |                                                                                                   |      |
| Schloss Peyrusse Château de Peyrusse                                 | Peyrusse                             | Schloss                | Ruine                                                                                             |      |
| Schloss Plaignes Château de Plaignes                                 | Sainte-Eulalie                       | Schloss                |                                                                                                   |      |
| Schloss La Plaze Château de La Plaze                                 | Omps                                 | Schloss                |                                                                                                   |      |
| Herrenhaus Pleaux Maison de Pleaux                                   | Pleaux                               | Schloss (Herrenhaus)   |                                                                                                   |      |
| Burg Polminhac Castelvielh de Polminhac                              | Polminhac                            | Burg                   | Abgegangen                                                                                        |      |
| Schloss Pompignac Château de Pompignac                               | Chaliers                             | Schloss                |                                                                                                   |      |
| Schloss Le Poux Château du Poux                                      | Marcolès                             | Schloss                |                                                                                                   |      |
| Schloss Pouzols Château de Pouzols                                   | Marchastel                           | Schloss                |                                                                                                   |      |
| Schloss Pruns Château de Pruns                                       | Saint-Santin-Cantalès                | Schloss                |                                                                                                   |      |
| Turm Puechmouriez Tour de Puechmouriez                               | Raulhac                              | Burg (Turm)            |                                                                                                   |      |
| Schloss Ragheaud Château de Ragheaud                                 | Saint-Cernin                         | Schloss                |                                                                                                   |      |
| Schloss Réghaud Château de Réghaud                                   | Sénezergues                          | Schloss                |                                                                                                   |      |
| Schloss Reilhac Château de Reilhac                                   | Reilhac                              | Schloss                |                                                                                                   |      |
| Schloss La Revel Château de La Revel                                 | Ségur-les-Villas                     | Schloss                |                                                                                                   |      |
| Herrenhaus La Ribe Manoir de La Ribe                                 | Polminhac                            | Schloss (Herrenhaus)   |                                                                                                   |      |
| Schloss Le Rieu Château du Rieu                                      | Bassignac                            | Schloss                |                                                                                                   |      |
| Burg Rignac Château de Rignac                                        | Riom-ès-Montagnes                    | Burg                   | Ruine                                                                                             |      |
| Schloss Rilhac Château de Rilhac                                     | Rouziers                             | Schloss                |                                                                                                   |      |
| Herrenhaus Rivière Manoir de Rivière                                 | Thiézac                              | Schloss (Herrenhaus)   |                                                                                                   |      |
| Schloss La Roche Château de la Roche                                 | Pleaux                               | Schloss                |                                                                                                   |      |
| Schloss Rochebrune Château de Rochebrune                             | Neuvéglise-sur-Truyère               | Schloss                | Im Ortsteil Oradour                                                                               |      |
| Schloss Rochegonde Château de Rochegonde (Valeilhes)                 | Neuvéglise-sur-Truyère               | Schloss                | Im Ortsteil Neuvéglise                                                                            |      |
| Burg Rochemaure Château de Rochemaure                                | Lanobre                              | Burg                   | Ruine                                                                                             |      |
| Schloss Rochevieille Château de Rochevieille                         | Ségur-les-Villas                     | Schloss                |                                                                                                   |      |
| Schloss La Rocque de Cascornus Château de La Rocque de Cascornus     | Saint-Clément                        | Schloss                | Abgegangen                                                                                        |      |
| Schloss Roudadour Suc de Roudadour                                   | Menet                                | Schloss                |                                                                                                   |      |
| Schloss Roussillon Demeure de Roussillon                             | Lanobre                              | Schloss                |                                                                                                   |      |
| Turm Roffiac Tour de Roffiac                                         | Roffiac                              | Burg (Turm)            |                                                                                                   |      |
| Schloss La Ronade Hôtel de La Ronade                                 | Salers                               | Schloss (Herrenhaus)   |                                                                                                   |      |
| Burg La Roquenatou Château de La Roquenatou                          | Marmanhac                            | Burg (Motte)           |                                                                                                   |      |
| Schloss La Roucole Château de La Roucole                             | Thiézac                              | Schloss                |                                                                                                   |      |
| Haus Roudil Maison Roudil                                            | Chaliers                             | Schloss (Herrenhaus)   |                                                                                                   |      |
| Schloss Roumégoux Château de Roumégoux                               | Roumégoux                            | Schloss                |                                                                                                   |      |
| Schloss Le Roussel Château du Roussel ou Roxel                       | Saint-Clément                        | Schloss                |                                                                                                   |      |
| Schloss La Roussière Château de La Roussière                         | Rézentières                          | Schloss                |                                                                                                   |      |
| Burg Ruynes Château de Ruynes                                        | Ruynes-en-Margeride                  | Burg                   | Wohnort von John Law                                                                              |      |
| Schloss Sadour Château de Sadour                                     | Mourjou                              | Schloss                |                                                                                                   |      |
| Schloss Sailhans Château de Sailhans                                 | Lastic                               | Schloss                |                                                                                                   |      |
| Burg Le Sailhant Château du Sailhant                                 | Andelat                              | Burg                   |                                                                                                   |      |
| Schloss Saint-Angeau Château de Saint-Angeau                         | Riom-ès-Montagnes                    | Schloss                |                                                                                                   |      |
| Schloss Saint-Chamant Château de Saint-Chamant                       | Saint-Chamant                        | Schloss                |                                                                                                   |      |
| Schloss Saint-Cirgues-de-Malbert Château de Saint-Cirgues-de-Malbert | Saint-Cirgues-de-Malbert             | Schloss                | Ruine                                                                                             |      |
| Schloss Saint-Étienne Château Saint-Étienne                          | Aurillac                             | Schloss                |                                                                                                   |      |
| Bischofspalast Saint-Flour Palais épiscopal de Saint-Flour           | Saint-Flour                          | Schloss (Palais)       | Heute das Rathaus (Hotel de Ville)                                                                |      |
| Schloss Saint-Gal Château de Saint-Gal                               | Vabres                               | Schloss                |                                                                                                   |      |
| Schloss Saint-Pol-de-Nozières Château de Saint-Pol-de-Nozières       | Saint-Martin-Valmeroux               | Schloss                |                                                                                                   |      |
| Burg Saint-Victor Château de Saint-Victor                            | Saint-Victor                         | Burg                   | Abgegangen                                                                                        |      |
| Schloss Saint-Vincent Château de Saint-Vincent                       | Saint-Vincent-de-Salers              | Schloss                |                                                                                                   |      |
| Konsularshaus Salers Hôtel consulaire de Salers                      | Salers                               | Schloss (Hôtel)        |                                                                                                   |      |
| Schloss Salles Château de Salles                                     | Vézac                                | Schloss                |                                                                                                   |      |
| Schloss La Salles Château de La Salles                               | Vic-sur-Cère                         | Schloss                |                                                                                                   |      |
| Kommende La Salvetat Commanderie de la Salvetat                      | Saint-Mamet-la-Salvetat              | Schloss (Kommende)     |                                                                                                   |      |
| Schloss Sartiges Château de Sartiges                                 | Sourniac                             | Schloss                |                                                                                                   |      |
| Schloss Sédaiges Château de Sedaiges                                 | Marmanhac                            | Schloss                |                                                                                                   |      |
| Schloss Sévéraguet Château de Sévéraguet                             | Neussargues-Moissac                  | Schloss                |                                                                                                   |      |
| Schloss Sistrières Maison de Sistrières                              | Vic-sur-Cère                         | Schloss (Herrenhaus)   |                                                                                                   |      |
| Schloss Solignac Château de Solignac                                 | Boisset                              | Schloss                |                                                                                                   |      |
| Schloss Soubrevèze Château de Soubrevèze                             | Marchastel                           | Schloss                |                                                                                                   |      |
| Schloss Sourniac Château de Sourniac                                 | Sourniac                             | Schloss                |                                                                                                   |      |
| Schloss Stalapos Château de Stalapos                                 | Albepierre-Bredons                   | Schloss                |                                                                                                   |      |
| Burg Tautal Château de Tautal-Soubro                                 | Menet                                | Burg                   | Abgegangen                                                                                        |      |
| Schloss Tautal Bas Chateau de Tautal Bas                             | Menet                                | Schloss (Herrenhaus)   |                                                                                                   |      |
| Schloss Les Tensouses Château des Tensouses                          | Vieillevie                           | Schloss                |                                                                                                   |      |
| Burg Les Ternes Château des Ternes                                   | aux Ternes                           | Burg                   |                                                                                                   |      |
| Schloss Le Terrondou Villa du Terrondou                              | Vic-sur-Cère                         | Schloss (Villa)        |                                                                                                   |      |
| Schloss Teyrou Château de Teyrou                                     | Marchastel                           | Schloss                |                                                                                                   |      |
| Burg Thynière Château de Thynière                                    | Beaulieu                             | Burg                   | Ruine                                                                                             |      |
| Schloss Toulousette Château de Toulousette                           | Ytrac                                | Schloss                |                                                                                                   |      |
| Burg Tournes Château de Tournes                                      | Riom-ès-Montagnes                    | Burg                   | Ruine                                                                                             |      |
| Burg Toursac Château de Toursac                                      | Saint-Julien-de-Toursac              | Burg                   |                                                                                                   |      |
| Schloss Trancis Château de Trancis                                   | Ydes                                 | Schloss                | Heute ein Hotel                                                                                   |      |
| Schloss La Trémoliere Château de la Trémolière                       | Anglards-de-Salers                   | Schloss                |                                                                                                   |      |
| Schloss Trémoulet Château de Trémoulet                               | Thiézac                              | Schloss                |                                                                                                   |      |
| Schloss Le Trioulou Château du Trioulou                              | Le Trioulou                          | Schloss                |                                                                                                   |      |
| Schloss Turlande Château de Turlande                                 | Paulhenc                             | Schloss                |                                                                                                   |      |
| Schloss Vabret Château de Vabret                                     | Saint-Étienne-Cantalès               | Schloss                |                                                                                                   |      |
| Schloss Val Château de Val                                           | Lanobre                              | Schloss                |                                                                                                   |      |
| Schloss Valens Château de Valens                                     | Moussages                            | Schloss                |                                                                                                   |      |
| Schloss Valentines Château de Valentines                             | Ségur-les-Villas                     | Schloss                |                                                                                                   |      |
| Schloss Vals Château de Vals                                         | Saint-Santin-Cantalès                | Schloss                |                                                                                                   |      |
| Schloss Varillettes Château de Varillettes                           | Saint-Georges                        | Schloss                |                                                                                                   |      |
| Schloss La Vergne Château de La Vergne                               | Saint-Saturnin                       | Schloss                |                                                                                                   |      |
| Schloss Vernières Château de Vernières                               | Talizat                              | Schloss                |                                                                                                   |      |
| Schloss Veyrac Château de Veyrac                                     | Aurillac                             | Schloss                |                                                                                                   |      |
| Burg Veyrières Château de Veyrières                                  | Sansac-de-Marmiesse                  | Burg                   |                                                                                                   |      |
| Schloss Veysset Château de Veysset                                   | Moussages                            | Schloss                |                                                                                                   |      |
| Schloss Le Vialard Château du Vialard                                | Vic-sur-Cère                         | Schloss                |                                                                                                   |      |
| Oberburg Vic Castelvielh de Vic                                      | Vic-sur-Cère                         | Burg                   | Ruine                                                                                             |      |
| Unterburg Vic Castelsoutro de Vic                                    | Vic-sur-Cère                         | Burg                   |                                                                                                   |      |
| Schloss Vic Couvent de Vic (Le Manoir)                               | Vic-sur-Cère                         | Schloss (Herrenhaus)   |                                                                                                   |      |
| Schloss Vic-en-Carladez Gibet de Vic-en-Carladez                     | Saint-Clément                        | Schloss                |                                                                                                   |      |
| Burg Vieillevie Château de Vieillevie                                | Vieillevie                           | Burg                   |                                                                                                   |      |
| Schloss La Vigne Château de La Vigne                                 | Ally                                 | Schloss                |                                                                                                   |      |
| Schloss Vigouroux Château de Vigouroux                               | Saint-Martin-sous-Vigouroux          | Schloss                |                                                                                                   |      |
| Burg Villedieu Château de Villedieu                                  | Villedieu                            | Burg                   | Abgegangen                                                                                        |      |
| Schloss Vixouze Château de Vixouze                                   | Polminhac                            | Schloss                |                                                                                                   |      |
| Schloss La Volpilhère Château de La Volpilhère                       | Saint-Martin-sous-Vigouroux          | Schloss                |                                                                                                   |      |
| Schloss La Voulte Château de La Voulte                               | Marmanhac                            | Schloss                |                                                                                                   |      |
| Burg Ydes Commanderie d'Ydes                                         | Ydes                                 | Burg (Kommende)        |                                                                                                   |      |
| Schloss Yolet Château de Yolet                                       | Yolet                                | Schloss                |                                                                                                   |      |
| Schloss Ytrac Château d'Ytrac                                        | Ytrac                                | Schloss                |                                                                                                   |      |